# HD8700
HD8700 є хімічно пекулярною зорею спектрального класу
A0 й має видиму зоряну величину в смузі V приблизно 9,6.

## Пекулярний хімічний вміст
Зоряна атмосфера HD8700 має підвищений вміст Si.